# Росошаны
Росоша́ны (укр. Росошани) — село в Кельменецкой поселковой общине Днестровского района Черновицкой области Украины.
В письменных источниках впервые упоминается 15 апреля 1710 года.
В 1947 году был создан многоотраслевой колхоз «имени газеты Правда». В 1950-56 годах колхоз был участников всесоюзной сельскохозяйственной выставки.
Были построены восьмилетняя школа, дом культуры, библиотека, детский сад, медпункт, роддом, почтовое отделение.
Население по переписи 2001 года составляло 2125 человек.
До 2020 года входило в Кельменецкий район